# Base ortonormal

Base ortonormal del plano euclídeo

En álgebra lineal, una base ortonormal de un espacio prehilbertiano V (es decir, un espacio vectorial con producto interno) o, en particular, de un espacio de Hilbert H, es un conjunto de elementos cuyo span es denso en el espacio, en el que los elementos son mutuamente ortogonales y normales, es decir, de magnitud unitaria. Una base ortogonal satisface las mismas condiciones, salvo la de magnitud unitaria; es muy sencillo transformar una base ortogonal en una base ortonormal mediante el producto por un escalar apropiado y de hecho, esta es la forma habitual en la que se obtiene una base ortonormal: por medio de una base ortogonal.
Así, una base ortonormal es una base ortogonal, en la cual la norma de cada elemento que la compone es unitaria.
Estos conceptos son importantes tanto para espacios de dimensión finita como de dimensión infinita. Para espacios de dimensión finita, la condición de span denso es la misma que la de 'span', como se usa en álgebra lineal.
Una base ortonormal por lo general no es una "base", es decir, en general no es posible escribir a cada elemento del espacio como una combinación lineal de un número finito de elementos de la base ortonormal. En el caso de dimensión infinita, esta distinción cobra importancia: la definición dada requiere solo que el generado de una base ortonormal sea densa en el espacio vectorial, y no que iguale al espacio entero.
Una base ortonormal de un espacio vectorial V no tiene sentido si el espacio no posee un producto interno. Un Espacio de Banach no tendrá una base ortonormal a no ser que sea un espacio de Hilbert.

## Definiciones
Sea {\displaystyle \left(V,\left\langle \cdot ,\cdot \right\rangle \right)} un espacio prehilbertiano de dimensión finita n.
| Los n vectores v1, v2, ...,vn en V se llaman ortogonales y normales, denominados ortonormales para abreviar, cuando satisfacen las dos condiciones siguientes. 1. {\displaystyle \\|v_{i}\\|=1,\ \forall i\in \{1,2,\dots ,n\}} 2. {\displaystyle \left\langle v_{i},v_{j}\right\rangle =0,{\textrm {si}}\ i\neq j}. |

Un conjunto de vectores ortonormales que engendran V constituyen una base para V, la cual es llamada base ortonormal.

## Ejemplos
- El conjunto {e1, e2, e3} con

{\displaystyle \left\{{\begin{array}{rcl}e_{1}&=&(1,0,0)\\e_{2}&=&(0,1,0)\\e_{3}&=&(0,0,1)\end{array}}\right.}

es decir la base canónica forma una base ortonormal de {\displaystyle \mathbb {R^{3}} }.
| Demostración |
| Mediante un cálculo directo se verifica que {\displaystyle \left\langle e_{1},e_{2}\right\rangle =\left\langle e_{1},e_{3}\right\rangle =\left\langle e_{2},e_{3}\right\rangle =0} y que {\displaystyle \left\\|e_{1}\right\\|=\left\\|e_{2}\right\\|=\left\\|e_{3}\right\\|=1} siendo {\displaystyle \scriptstyle \\|x\\|={\sqrt {\left\langle x,x\right\rangle }}} la norma inducida por el producto interno. Así, {e1, e2, e3} es un conjunto ortonormal. Para un (x,y,z) cualquiera en R3 tenemos {\displaystyle (x,y,z)=xe_{1}+ye_{2}+ze_{3},\,} entonces, {e1,e2,e3} reconstruye R3 y por lo tanto tiene que ser una base.∎ |
También puede demostrarse que la base estándar, rotada alrededor de un eje que pasa por el origen, o reflejada en un plano que pasa por el origen, forma también una base ortonormal de R3.
- Base ortonormal de funciones trigonométricas
El conjunto {fn : n ∈ N} con

{\displaystyle {\begin{array}{rl}f_{n}:&\mathbb {R} \longrightarrow \mathbb {R} ,\\f_{n}(x)=&\cos \left\{\left[{\frac {2n-1+(-1)^{n}}{4}}\right]2\pi x-\left[1+(-1)^{n}\right]{\frac {\pi }{4}}\right\}\end{array}}}

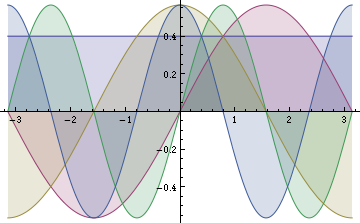
Base ortonormal de funciones trigonométricas

es decir, la sucesión infinita de funciones
1, sen(2πx), cos(2πx), sen(4πx), cos(4πx), sen(6πx), cos(6πx), ...
forma una base ortogonal del espacio de funciones reales cuadrado integrables en el intervalo [0, 1].
Sea an : N → {1/2, 1} la sucesión definida por
{\displaystyle a_{n}={\begin{cases}1&{\text{ si }}n=1\\{\frac {1}{2}}&{\text{ si }}n>1\end{cases}}}
entonces el conjunto G = {gn : n ∈ N}, con

{\displaystyle {\begin{array}{rl}g_{n}:&\mathbb {R} \longrightarrow \mathbb {R} ,\\g_{n}(x)=&a_{n}f_{n}(x)\end{array}}}

forma una base ortonormal de dicho espacio.
- El conjunto {fn : n ∈ Z} con

{\displaystyle {\begin{array}{rl}f_{n}:&\mathbb {R} \longrightarrow \mathbb {C} ,\\f_{n}(x)=&e^{2\pi inx}\end{array}}}

forma una base ortogonal del espacio complejo L2([0,1]). Este es un resultado fundamental para el estudio de series de Fourier.
- El conjunto {eb : b ∈ B} con

{\displaystyle e_{b}(c)={\begin{cases}1&{\textrm {si}}\ b=c\\0&{\textrm {si}}\ b\neq c\end{cases}}}

forma una base ortonormal de l2(B).
- Eigenfunciones de un problema de Sturm-Liouville.

## Consecuencias
Si un espacio prehilbertiano {\displaystyle \left(V,\left\langle \cdot ,\cdot \right\rangle \right)} posee una base ortonormal {\displaystyle E=\left\{e_{1},e_{2},\dots ,e_{n}\right\}} finita, cada vector x en V puede expresarse de la siguiente manera:

{\displaystyle \mathbf {x} =\sum _{i=1}^{n}\left\langle x,e_{i}\right\rangle e_{i}}

| Demostración |
| Sean xi las coordenadas del vector x en a base E, por definición {\displaystyle \mathbf {x} =\sum _{i=1}^{n}x_{i}e_{i}.} Se escoge un vector ej del conjunto E para calcular el producto interno entre este vector y x: {\displaystyle \left\langle \mathbf {x} ,e_{j}\right\rangle =\left\langle \sum _{i=1}^{n}x_{i}e_{i},e_{j}\right\rangle .} La definición del producto interno permite «extraer» las combinaciones lineales, con lo cual {\displaystyle \left\langle \mathbf {x} ,e_{j}\right\rangle =\sum _{i=1}^{n}x_{i}\left\langle e_{i},e_{j}\right\rangle } pero como la base es ortonormal {\displaystyle \left\langle e_{i},e_{j}\right\rangle ={\begin{cases}1&{\textrm {si}}\ i=j\\0&{\textrm {si}}\ i\neq j\end{cases}}} de donde se deduce que {\displaystyle \scriptstyle \left\langle \mathbf {x} ,e_{j}\right\rangle =x_{j}}.∎ |

En términos no tan formales, la expresión describe el hecho de que las coordenadas de un vector en un sistema de coordenadas ortogonal consisten en la magnitud de la proyección del vector sobre cada uno de los ejes que componen al sistema.

## Construcción

Ilustración del proceso de Gram-Schmidt para una base no ortogonal {v_{1}, v_{2}} de R^{2}

Para espacios de dimensión finita, conocido es el teorema que reza lo siguiente.
| Todo espacio euclídeo admite una base ortonormal. |

Sea {\displaystyle \left(V,\left\langle \cdot ,\cdot \right\rangle \right)} un espacio de este tipo, y sea n su dimensión. Selecciónese una base
{\displaystyle {\mathcal {B}}=\left\{v_{1},v_{2},\dots ,v_{n}\right\}.}
cuya existencia está asegurada por el lema de Zorn. Los vectores de la base no son, necesariamente, unitarios ni ortogonales entre sí. Para poder construir una base ortonormal a partir de la base dada, puede utilizarse el proceso de Gram-Schmidt.
Dicho proceso consiste básicamente en
1. Escoger arbitrariamente un par de vectores de {\displaystyle {\mathcal {B}}}, por ejemplo v1 y v2.
2. Calcular la proyección ortogonal de v2 sobre v1. La diferencia entre v2 y el vector resultante es ortogonal a v1.
3. Tomar otro vector v3 y calcular su proyección ortogonal sobre el subespacio vectorial de V generado por v1 y v2. La diferencia entre v3 y la referida proyección es ortogonal a v1 y v2.
4. Se sigue el proceso de la misma manera con v4, v5, ... vn hasta obtener una base ortogonal de V.

Por comodidad de cálculo, suelen emplearse las designaciones siguientes.
{\displaystyle \left\{{\begin{array}{rcll}u_{1}&=&v_{1}&\\u_{k}&=&v_{k}-\displaystyle \sum _{j=1}^{k-1}\operatorname {Proy} _{v_{j}}\left(u_{j}\right)&{\textrm {para}}\ 1\leq k\leq n.\end{array}}\right.}
El proceso de ortogonalización provee la base {u1, u2, ... , un} compuesta por n vectores ortogonales entre sí. Basta entonces elegir el conjunto {e1, e2, ... , en} compuesto por los vectores unitarios definidos por
{\displaystyle e_{k}={\frac {u_{k}}{\left\|u_{k}\right\|}},\quad {\textrm {para}}\ 1\leq k\leq n}
para obtener la tesis del teorema.